# Relic (film 2020)
Relic è un film horror australiano del 2020, diretto da Natalie Erika James e interpretato da Emily Mortimer, Robyn Nevin e Bella Heathcote.

## Trama
Edna, anziana che vive da sola ma ha generalmente goduto di buona salute, scompare nel nulla mentre è a casa propria. Dopo non aver avuto sue notizie per un po', sua figlia Kay e sua nipote Sam raggiungono la sua abitazione e, non trovandola, ne denunciano la scomparsa. Le due donne vivono per alcuni giorni nella casa dell'anziana, si confrontano sulle rispettive vite e notano elementi inquietanti nell'abitazione: bigliettini lasciati ovunque come se Edna li usasse per comunicare con qualcuno, rumori inquietanti e grosse macchie di muffa. Inoltre iniziano entrambe ad avere anche strani incubi. Una mattina, di punto in bianco, Edna ritorna a casa: seppur non mostri alcun problema a livello fisico, la donna si rifiuta di parlare della sua scomparsa e si comporta come se non fosse accaduto nulla. Ha però uno strano livido nero sul petto che lentamente inizia a ingrandirsi proprio come le macchie di muffa sul soffitto.
Kay pensa che Edna possa essere affetta da demenza senile e così si reca presso una casa di riposo a Melbourne per valutare la qualità della struttura in vista di un possibile ricovero, ma Sam non è d'accordo e propone a sua nonna di trasferirsi da lei per accudirla. Edna alterna momenti in cui è la donna amorevole di sempre ad altri in cui diventa una persona rabbiosa e violenta; a volte non riconosce la figlia e la nipote, ha atteggiamenti estremamente negativi verso il suo stesso passato e si lamenta di un'oscura presenza che l'avrebbe attaccata in casa dopo aver atteso che lei diventasse debole e sola.
C'è un probabile legame tra il mutare della casa e lo stato di salute di Edna e a un tratto le pareti ammuffite imprigionano Sam in una serie di stanze nascoste dalle quali non sembra esserci via d'uscita. La trasformazione della casa fa peggiorare la situazione molto rapidamente: Edna diventa estremamente aggressiva e autolesionista fino a perdere ogni traccia di umanità e all'improvviso aggredisce barbaramente la figlia e la nipote.
Dopo una lotta le due donne hanno la meglio e cercano di scappare lasciando l'anziana in fin di vita, ma l'amore provato per la madre obbliga Kay a tornare indietro. Kay resta accanto all'anziana la cui pelle si disfa rivelando un essere morente raggrizito e completamente nero. Sam è titubante nei confronti della scelta di sua madre di restare, ma Kay sembra essere completamente soggiogata dalla trasformazione di Edna e la aiuta a liberarsi dagli ultimi residui di pelle come se comprendesse quello che le sta succedendo. Quando Sam si avvicina a Kay nota che anche il  corpo di sua madre presenta una piccola macchia nera simile a quella apparsa su Edna.

## Distribuzione
Dopo essere stato presentato ufficialmente il 25 gennaio 2020 durante il Sundance FIlm Festival, il film è stato distribuito a partire dal luglio successivo.

## Accoglienza

### Pubblico
Il film ha incassato 2,2 milioni di dollari al botteghino.

### Critica
Sull'aggregatore Rotten Tomatoes il film riceve il 91% delle recensioni professionali positive con un voto medio di 7,65 su 10 basato su 163 critiche, mentre su Metacritic ottiene un punteggio di 77 su 100 basato su 36 critiche. IndieWire lo ha definito il quinto miglior film indipendente del 2020.